# Anancus
Anancus is een geslacht van uitgestorven olifantachtigen. Het geslacht omvat meerdere soorten die van het Laat-Mioceen tot Vroeg-Pleistoceen leefden.
Anancus was vijf meter lang, drie meter hoog en 6000 kilogram zwaar. De poten waren relatief kort in vergelijking met die van olifanten en Anancus had lange slagtanden van drie tot vier meter die recht naar voren staken. Vermoedelijk was Anancus een bosbewonend dier dat zich voedde met bladeren van bomen en struiken.
Fossielen van Anancus zijn gevonden in Afrika, Azië en Europa.

## Soorten
- Anancus alexeevae
- Anancus arvernensis
- Anancus cuneatus
- Anancus perimensis
- Anancus sinensis
- Anancus sivalensis
- Anancus osiris
- Anancus petrocchii